# میگل اتینزا
میگل اتینزا (انگلیسی: Miguel Atienza؛ زادهٔ ۲۷ مهٔ ۱۹۹۹) بازیکن فوتبال اهل اسپانیا است.
از باشگاه‌هایی که در آن بازی کرده‌است می‌توان به باشگاه فوتبال فوئنلابرادا اشاره کرد.